# Старосілля (Житомирський район)
Старосілля — село в Україні, у Волицькій сільській територіальній громаді Житомирського району Житомирської області. Населення становить 410 осіб (2001).

## Історія
Станом на 1885 рік у колишньому власницькому селі Котелянської волості Житомирського повіту Волинської губернії мешкало 735 осіб, налічувалось 85 дворових господарств, існували православна церква, кузня, 2 водяних млини та цегельний завод.
За переписом 1897 року кількість мешканців зросла до 1095 осіб (543 чоловічої статі та 552 — жіночої), з яких 1013  — православної віри.
У 1906 році село Котелянської волості Житомирського повіту Волинської губернії. Відстань від повітового міста 32 верст, від волості 2. Дворів 175, мешканців 1044.
У 1925—54 роках — адміністративний центр колишньої Старосільської ради Андрушівського району.
У радянські часи було об'єднане із селом Стара Котельня.З 1997 року відновлене і взяте на облік .